# Perno moncone
Il perno moncone è una protesi dentaria fissa utilizzata in odontoiatria per la ricostruzione completa di una corona in seguito a devitalizzazione di un dente.
Il perno viene inserito nel canale radicale, rimuovendo una parte della guttaperca inserita a conclusione della devitalizzazione. La rimanente porzione esterna del perno costituisce la base a cui fissare la corona.
Il perno è realizzato in lega metallica e può essere mono-radicolare o pluri-radicolare, a seconda del numero di radici che possiede il dente in questione.

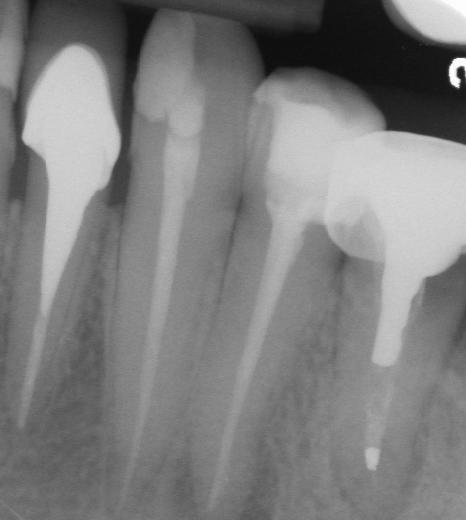
Due tipi di perno: a destra parallelo, a sinistra rastremato